# Università telematica Leonardo da Vinci

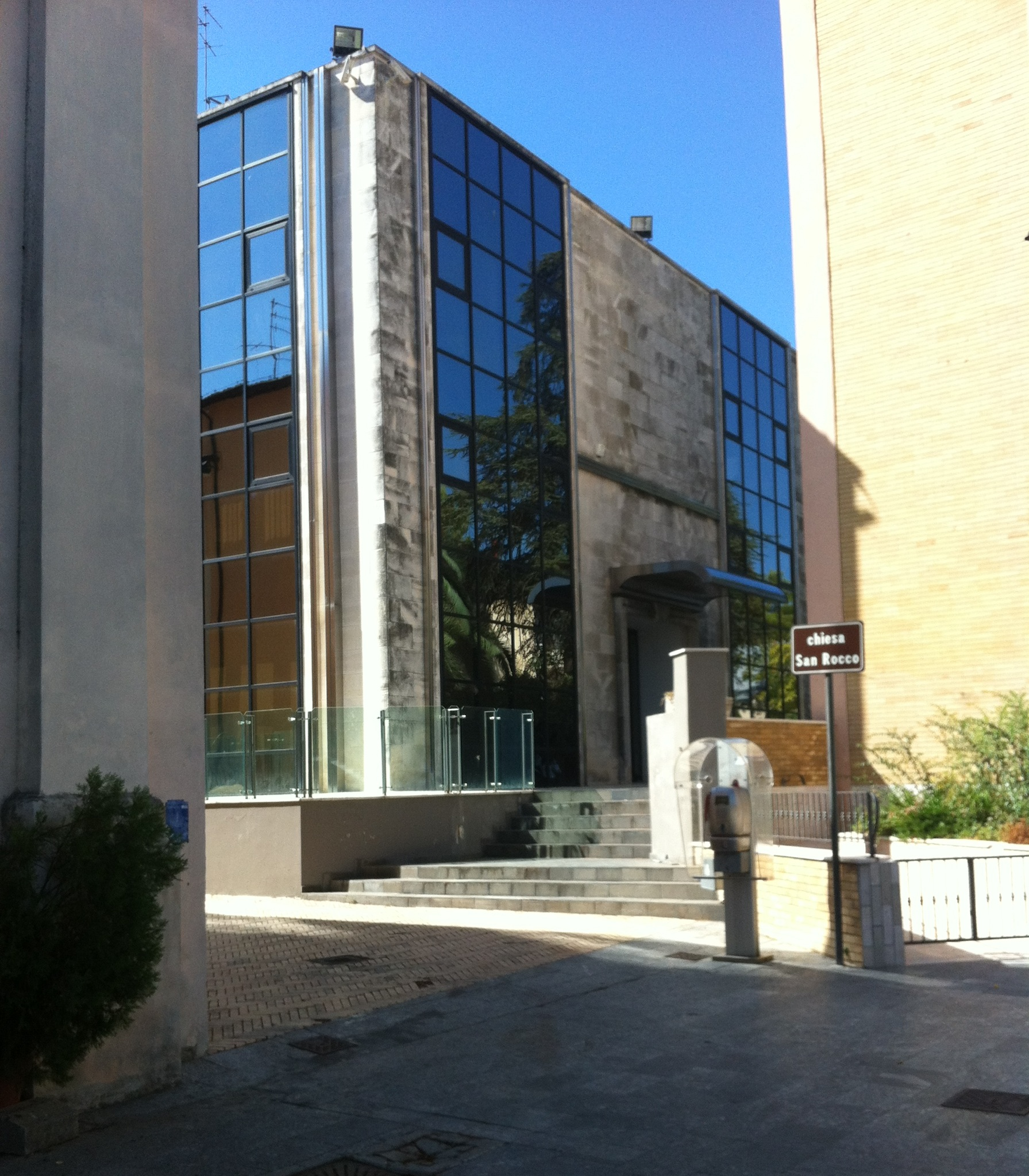
UniDav (2015)

Die Università telematica Leonardo da Vinci, kurz UniDav, ist eine italienische private, staatlich anerkannte Fernuniversität mit Sitz in Torrevecchia Teatina in den Abruzzen.
Die Hochschule wurde durch einen Ministerialerlass vom 27. Oktober 2004 von der Universität Chieti-Pescara und der Stiftung Ud'A (Fondazione Università Gabriele D’Annunzio) gegründet und ist eine nicht-staatliche Universität, die ihre Dienstleistungen als Fernlehre anbietet. Die verliehenen akademischen Abschlüsse (Bachelor, Master und Postgraduate) sind denen der traditionellen staatlichen Universitäten gleichgestellt. In einem Online-Lernmodell werden folgende Studienrichtungen angeboten:
- Wirtschaft und Management des Gesundheitswesens,
- Erziehungswissenschaften,
- Psychologische Wissenschaften,
- Rechtswissenschaften.